# Вашон (остров)
Вашон (англ. Vashon также Вашон-айлэнд или Вашон-Маури-айлэнд) — статистически обособленная местность в округе Кинг штата Вашингтон в США. Включает в себя собственно остров Вашон и связанный с ним остров Маури.
Является самым большим островом в заливе Пьюджет. Численность населения на 2010 год составляла 10 624 человека. Площадь острова — 96 км².
Остров не соединён с сушей мостами, а транспортировку пассажиров осуществляет паром (время в пути — 30 мин).
Одной из достопримечательностей острова является православный мужской монастырь Всемилостивого Спаса в юрисдикции Сан-Францисской и Западно-Американской епархии Русской православной церкви заграницей.